# آلیاژهای آلومینیوم–لیتیوم
آلیاژ های آلومینیوم–لیتیوم(Al-Li) یک دسته از آلیاژ هستند که متشکل از آلومینیوم و لیتیوم می باشند.در این آلیاژ ها معمولاً از مس و زیرکونیم هم استفاده می شود. از آنجایی که لیتیوم کمترین چگالی در بین عناصر فلزی را دارد، این آلیاژ ها از خود فلز آلومینیوم چگالی کمتری دارند.آلیاژ های آلومینیوم و لیتیوم تجاری معمولاً حدود ۲٫۴۵ درصد وزنی لیتیوم دارند.

## ساختار کریستالی
آلیاژ سازی با لیتیوم به سه دلیل می تواند وزن را کم کند:

### نابجایی
یک اتم لیتیوم سبک تر از یک اتم آلومینیوم است و هر اتم لیتیوم می تواند جای اتم آلومینیوم را در ساختار کریستالی بگیرد و شکل ساختار کریستال تقریباً ثابت بماند.هر یک درصد وزنی که لیتیوم به آلومینیوم اضافه می شود، به اندازه ی ۳ درصد چگالی آلیاژ کاهش پیدا می کند و ۵ درصد سفتی افزایش می یابد. این تاثیرات تا حد حلالیت لیتیوم در آلومینیوم یعنی ۴٫۲ درصد ادامه دارد.

### کرنش سختی
در اثر کرنش وارد شده به قطعه مرز دانه ها مانع حرکت نابجایی ها می شوند و این باعث افزایش استحکام می شود.

### پیر سختی
وقتی آلیاژ به درستی پیر سخت شده باشد، لیتیوم یک فاز Al۳Li هم سیما با ساختار کریستالی ایجاد می کند.
این رسوب ها استحکام قطعه را با مانع شدن از حرکت نابجایی ها در حین تغییر شکل، افزایش می دهند. این رسوبات پایدار نیستند و باید دقت کرد که آلیاژ بیش از پیر سخت نشود چون یک فاز پایدار AlLi درست می شود. این پدیده باعث ایجاد نواحی خالی از رسوب می شود که معمولاً در مرز دانه ها رخ می دهد وباعث کاهش مقاوت به خوردگی قطعه می شوند.
ساختار کریستالی Al۳Li و Al-Li با اینکه هر دو وجوه‌مرکزپر FCC است ولی دارای تفاوت های بسیاری هستند.Al۳Li از نظر اندازه یک ساختار کریستالی تقریباً شبیه آلومینیوم خالص دارد، با این تفاوت که لیتیوم در گوشه های سلول واحد هستند.ساختار کریستالی Al۳Li شبیه ساختار AuCu۳  و دارای پارامتر کریستالی ۴٫۰۱ Å است. ساختار کریستالی Al-Li شبیه ساختار NaTl است و دارای پارامتر کریستالی ۶٫۳۷ Å است.
فاصله بین اتمی در Al-Li کمتر از همین فاصله در آلومینیوم و لیتیوم خاص است.

## کاربردها
آلیاژ های آلومینیوم و لیتیوم به دلیل کاهش وزن در صنعت فناوری هوافضا مورد استقبال است. در هواپیمای باریک پیکر، آلکوا توانست با استفاده از این آلیاژ ، ۱۰ درصد وزن هواپیما را کم کرد و ۲۰ درصد روند سوخت را بهتر کرد. آلیاژ های آلومینیوم و لیتیوم در مرحله اول در بال و پایدار کننده ی عمودی جنگنده ی نورث امریکن ای-۵ ویجلانت به کار رفت. آلیاژ های دیگر آلومینیوم و لیتیوم در بدنه داخلی بال هواپیما ایرباس ای۳۸۰ و قطعات داخل بال ایرباس ای۳۵۰ و بدنه ایرباس ای۲۲۰ به کار رفت. قسمت بار بوئینگ ۷۷۷ایکس از این آلیاژ ها ساخته شده. این آلیاژ ها در مخزن سوخت و اکسید فضا پیما فالکن ۹ از شرکت اسپیس‌اکس هم به کار رفته اند.
در سومین و آخرین مخزن خارجی شاتل فضایی ایالات متحده آمریکا هم از آلیاژ آلومینیوم ۲۱۹۵ استفاده شده است.
آلیاژ های آلومینیوم و لیتیوم معمولاً با جوشکاری اصطکاکی اغتشاشی وصل می شوند. آلیاژهای آلومینیوم و لیتیوم به صورت ورق هایی با عرض 5.6 متر هم نورد می شوند که این حجم باعث کاهش اتصالات هم می شود.
با اینکه آلیاژ های آلومینیوم و لیتیوم نسبت به آلیاژ های آلومینیوم و مس و آلیاژ های آلومینیوم و روی نسبت استحکام به وزن بالاتری دارند ولی از نظر استحکام خستگی به شدت دچار ضعف هستند.تا حدودی این مشکل در سال ۲۰۱۶ میلادی برطرف شد ولی نه به صورت کامل. قیمت بالا (حدود ۳ برابر دیگر آلیاژ های تجاری آلومینیوم)، مقاومت به خوردگی ضعیف و میزان ناهمسان‌گردی بالا در خواص مکانیکی ورق های نورد شده باعث کم بودن استفاده از این آلیاژ در صنایع متفاوت می باشد.

## لیست آلیاژ های آلومینیوم و لیتیوم

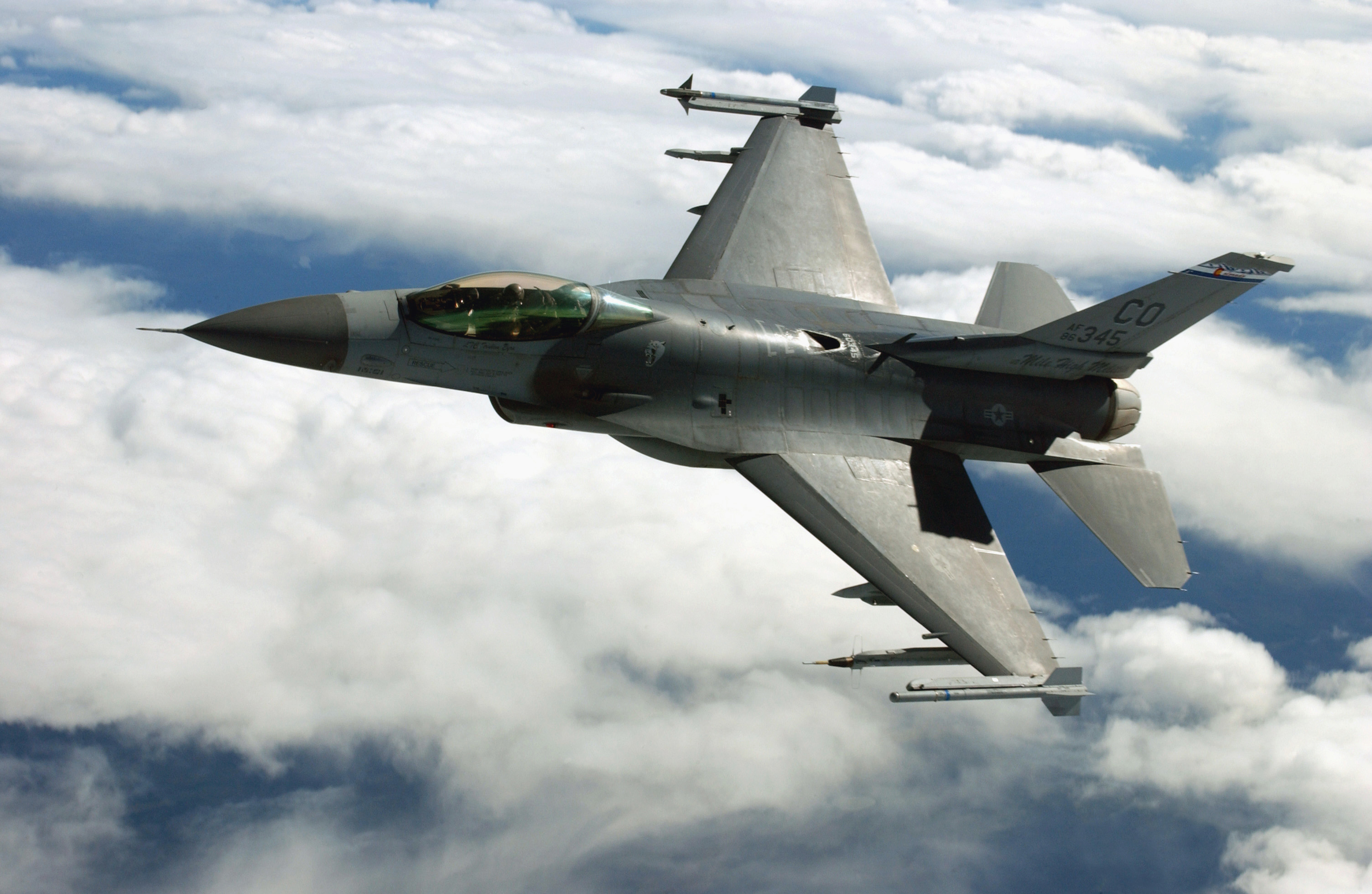
جنرال داینامیکس اف-۱۶ فایتینگ فالکن که در آن از آلیاژ ۲۲۹۷ و ۲۳۹۷ به کار رفته

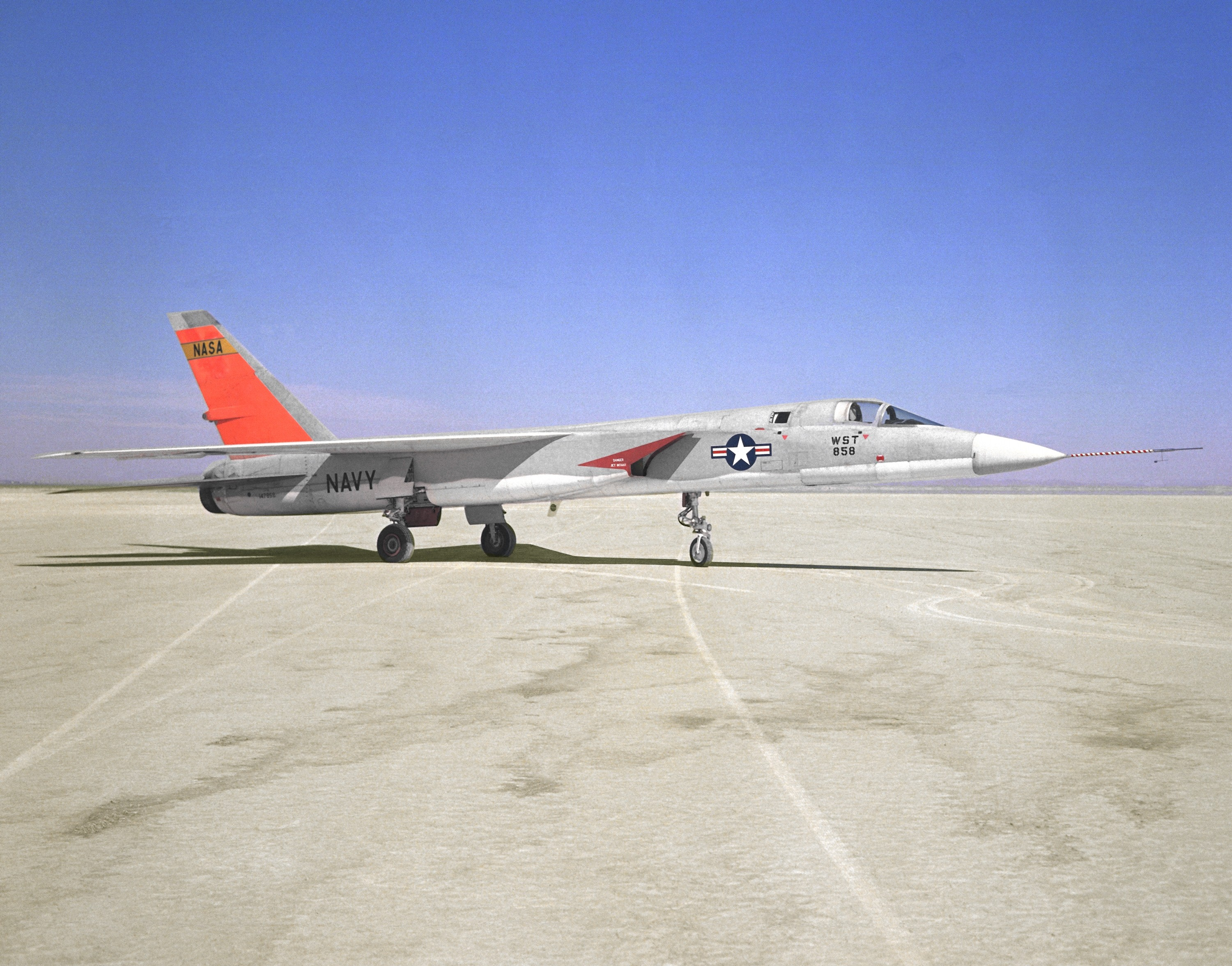
نورث امریکن ای-۵ ویجلانت که در آن از آلیاژ ۲۰۲۰ به کار رفته

علاوه بر اینکه هر آلیاژ آلومینیوم را با چهار عدد اصلی شناسایی می کنند، یک آلیاژ آلومینیوم و لیتیوم دارای نسل های متفاوتی است که براساس زمان اولین بار که تولید شده و میزان لیتیوم موجود در آن طبقه بندی می شود. نسل اول از اولین پژوهش های انجام شده بر روی این زمینه در اوایل قرن بیست میلادی آغاز شد، تا اولین کاربرد این آلیاژ در هواپیما به طول انجامید. نسل دوم به این منظور تولید شد که دقیقاً جای آلیاژ آلومینیوم ۷۰۷۵ و آلیاژ آلومینیم ۲۰۲۴ را بگیرد. این نسل میزان لیتیوم بالایی در خود جای می داد (حداقل ۲ درصد) که این باعث کاهش چگالی می شد ولی نتایج منفی از جمله کاهش چقرمگی شکست را به دنبال خود داشت. نسل سوم که نسل کنونی می شود قابل توجه بسیاری از شرکت های هواپیما سازی قرار گرفته.(برعکس دو نسل قبل)این نسل حدود 0.75 تا 1.8 درصد لیتیوم دارد و این میزان هم باعث کاهش چگالی و هم خواص منفی را کمتر می سازد. چگالی آلیاژ های نسل سوم بین ۲٫۶۳ تا ۲٫۷۲ گرم بر سانتی متر مکعب است.

### نسل اول (۱۹۲۰-۱۹۶۰ میلادی)
| سریال آلیاژ  | کاربرد |
| ------------ | --- |
| ۱۲۳۰ (VAD۲۳) | توپولف تو-۱۴۴ |
| ۱۴۲۰         | بدنه و مخزن سوخت میگ-۲۹،بدنه ی سوخو-۲۷، توپولف تو-۱۵۵، توپولف تو-۲۰۴، توپولف تو-۳۳۴، یاکوولف یاک-۳۸ و یاکوولف یاک-۳۶ |
| ۱۴۲۱         | |
| ۲۰۲۰         | بال های افقی و عمودی نورث امریکن ای-۵ ویجلانت                                                                        |

### نسل دوم(۱۹۷۰-۱۹۸۰ میلادی)
| سریال آلیاژ                                  | کاربردها                                   |
| -------------------------------------------- | ------------------------------------------ |
| ۱۴۳۰                                         |                                            |
| ۱۴۴۰                                         |                                            |
| ۱۴۴۱                                         |                                            |
| ۱۴۵۰                                         | آنتونوف ای‌ان-۱۲۴ و آنتونوف-۲۲۵             |
| ۱۴۶۰                                         | فضا پیما DC-X مک‌دانل داگلاس، توپولف تو-۱۵۵ |
| ۲۰۹۰ (جایگزین آلیاژ آلومینیوم ۷۰۷۵ )         | لبه حمله ایرباس ای۳۳۰ و ایرباس ای۳۴۰       |
| ۲۰۹۱ (CP ۲۷۴) (جایگزین آلیاژ آلومینیم ۲۰۲۴ ) | در های ورودی فوکر اف۲۸ فلوشیپ و فوکر ۱۰۰   |
| ۸۰۹۰ (CP ۲۷۱) (جایگزین آلیاژ آلومینیم ۲۰۲۴ ) | لبه حمله ایرباس ای۳۳۰ و ایرباس ای۳۴۰       |

### نسل سوم (۱۹۹۰ میلادی - زمان حال)
| سریال آلیاژ | کاربرد ها                            |
| ----------- | ------------------------------------ |
| ۲۰۵۰        | اریز ۱ و ایرباس ای۳۵۰ و ایرباس ای۳۸۰ |
| ۲۰۵۵        |                                      |
| ۲۰۶۰ (C۱۴U) |                                      |
| ۲۰۶۵        |                                      |
| ۲۰۷۶        |                                      |
| ۲۰۹۶        |                                      |
| ۲۰۹۸        |                                      |
| ۲۰۹۹ (C۴۶۰) | ایرباس ای۳۸۰ و بوئینگ ۷۸۷ دریم‌لاینر  |
| ۲۱۹۵        | اریز ۱                               |
| ۲۱۹۶        | ایرباس ای۳۸۰                         |
| ۲۱۹۸        | ایرباس ای۳۵۰ و فالکن ۹               |
| ۲۱۹۹ (C۴۷A) |                                      |
| ۲۲۹۶        |                                      |
| ۲۲۹۷        | جنرال داینامیکس اف-۱۶ فایتینگ فالکن  |
| ۲۳۹۷        | جنرال داینامیکس اف-۱۶ فایتینگ فالکن  |
| Al–Li TP–۱  |                                      |
| C۹۹N        |                                      |